# 縹けいか
縹 けいか（はなだ けいか）は、日本のシナリオライター、ライトノベル作家。同人ゲームサークル「Novect（旧：Novectacle）」（ノベクト）主宰。

## 作品一覧

### 小説
- ファタモルガーナの館　―あなたの始まりを告げる物語―（PHP研究所、既刊1巻）
- ファタモルガーナの館　―あなたの原典に至る物語―（GA文庫、既刊5巻）
- モーテ（MF文庫J、既刊3巻）
- 食せよ我が心と異形は言う（NOVEL 0、既刊2巻）
- 異世界監獄√楽園化計画 ―絶対無罪で指名手配犯の俺と<属性:人食い>のハンニバルガール―（ダッシュエックス文庫、既刊1巻）

### ゲーム
- ファタモルガーナの館（Novectacle）
- ファタモルガーナの館　―Another Episodes―（Novectacle）
- ファタモルガーナの館　―COLLECTED EDITION―（Novectacle、Dramatic create）
- 名探偵コナン ファントム狂詩曲（シナリオ、バンダイナムコゲームス）
- 薔薇と椿とファタモルガーナ（Novectacle、NIGORO） - NIGOROのゲームソフト『薔薇と椿』と『ファタモルガーナの館』のコラボレーション作品。企画・シナリオを担当[1]。

### 漫画原作
- ファタモルガーナの館　―あなたの瞳を閉ざす物語―（作画：兼宗、ミステリーボニータ、既刊4巻）